# Bestla (satèl·lit)
Bestla, també conegut com a Saturn XXXIX (designació provisional S/2004 S 18), és un satèl·lit irregular retrògrad de Saturn. Scott S. Sheppard, David C. Jewitt, Jan Kleyna i Brian G. Marsden van publicar-ne la descoberta el 4 de maig del 2005, a partir d'observacions fetes entre el 13 de desembre del 2004 i el 5 de març del 2005.
Bestla té aproximadament set quilòmetres de diàmetre i orbita Saturn en una distància mitjana de 20.192.000 km en 1088 dies, amb una inclinació de 147° respecte a l'eclíptica (151° respecte a l'equador de Saturn), en moviment retrògrad i amb una excentricitat orbital de 0,5176. Temps enrere, el 2005, les primeres observacions van suggerir que Bestla tenia una alta excentricitat, de 0,77. Com molts altres satèl·lits irregulars de gegants gasosos, la seva excentricitat pot variar a causa del mecanisme de Kozai.
Bestla va ser anomenada l'abril del 2007 en honor de Bestla, una geganta de gel de la mitologia nòrdica, mare d'Odin.